# Aleksander Iwaszkiewicz
Aleksander Iwaszkiewicz (ur. 4 października 1880, zm. 24 czerwca 1926 w Warszawie) – komandor porucznik Marynarki Wojennej.

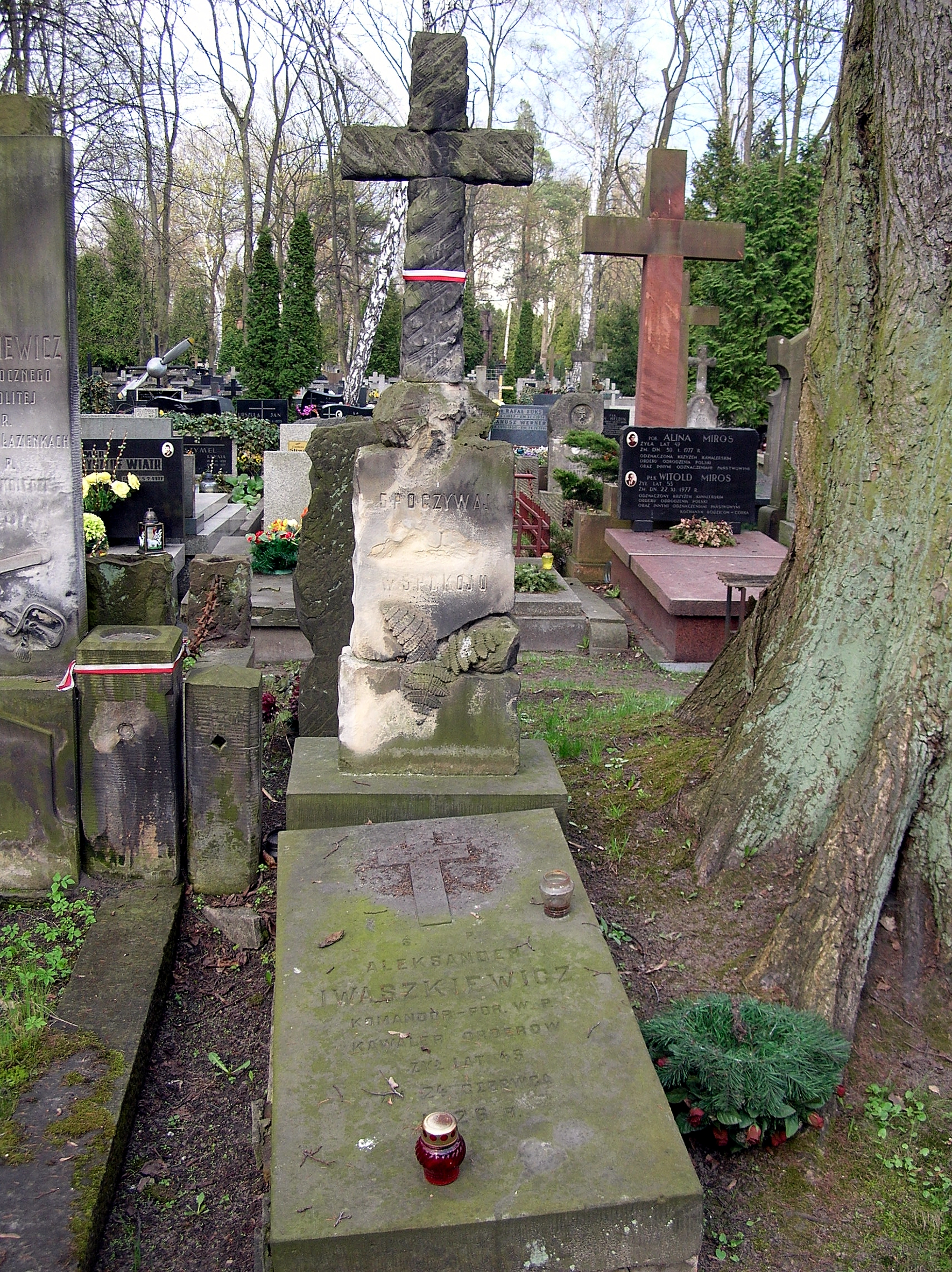
Grób Aleksandra Iwaszkiewicza

## Życiorys
Urodził się 4 października 1880. Po odzyskaniu przez Polskę niepodległości 5 sierpnia 1922 został przyjęty do rezerwy Wojska Polskiego w stopniu kapitana porucznika w Korpusie Oficerów Marynarki Wojennej i jednocześnie przydzielony do Kierownictwa Marynarki Wojennej. Został awansowany na stopień komandora porucznika ze starszeństwem z dniem 1 czerwca 1919 i w 1923 jako oficer rezerwowy – zatrzymany w służbie czynnej i przydzielony do Komendy Portu Wojennego Modlin. Następnie 18 kwietnia 1924 przemianowany i zweryfikowany jako oficer zawodowy w stopniu komandora porucznika ze starszeństwem z dniem 1 czerwca 1919. Od 1 października 1924 do czerwca 1925 był komendantem Portu Wojennego Gdynia. Od 22 sierpnia do 28 października 1925 był dowódcą Flotylli Wiślanej. Był także dowódcą flotylli monitorów na rzece Pina.
Zmarł 24 czerwca 1926 w Warszawie w wieku 45 lat. Został pochowany 28 czerwca 1926 na cmentarzu Wojskowym na Powązkach w Warszawie (kwatera A16-8-14).
Podczas choroby opiekowała się nim w Warszawie jego siostrzenica, Melania Rimmówna, studentka medycyny w Monachium, która trzy dni po pogrzebie wuja przybyła na jego grób i popełniła samobójstwo strzałem z rewolweru w pierś (w pozostawionym liście oświadczyła: Sprzykrzyło mi się żyć!).

## Ordery i odznaczenia
- Kawaler Orderu Danebroga (Dania)[4][8]
- Kawaler Orderu Wazów (Szwecja)[4][8]